# Константинос Мавропанос
Константинос Мавропанос (грч. Κωνσταντίνος Μαυροπάνος; Атина, 11. децембар 1997) грчки је фудбалер који тренутно наступа за Вест хем јунајтед.

## Каријера

### ПАС Јанина
Рођен у Атини, Мавропанос је започео своју каријеру у ФК Аполону Смирнису, где је остао осам година. Затим се придружио клубу ПАС Јанина у јануару 2016. године, потписавши уговор на три и по године. Мавропанос је дебитовао за клуб у грчком купу 29. новембра 2016. године. Одиграо је целу утакмицу за победу од 1:0.
Мавропанос је дебитовао за клуб у грчкој лиги 5. априла 2017. против ФК Верије. Одиграо је 57 минута а клуб је изгубио са 3-0. Први гол за клуб постигао је 19. августа 2017. године током прве лиге у сезони против ФК Астерас Триполис. дао је гол у 19. минуту и победили су у тој утакмици са 2:1. Мавропанос је тада изгласан за човека утакмице недељу дана касније, 27. августа.
Мавропанос је играо 23 пута за клуб у свим такмичењима, постигавши три гола.

### Арсенал
Дана 4. јануара 2018. Мавропанос је потписао за Арсенал у Премијер лиги. 15. јануара, Мавропанос је помогао тиму Арсенала до 23 да победи резерве Манчестер Јунајтеда 4:0 код куће, играјући целих 90 минута. 2. фебруара, Мавропанос је био додатак екипи Лиге Европе за нокаут фазу. 29. априла, Мавропанос је дебитовао у Премијер лиги у поразу од 2:1 против Манчестер Јунајтеда на Олд Трафорду. Његову игру су похвалили навијачи и многобројни стручњаци. Мавропанос је дебитовао на домаћем терену против Барнлија. Утакмица је такође била задња домаћа утакмица под вођством Арсена Венгера где је екипа победила 5:0. Мавропанос је играо у следећој утакмици против Лестер Ситија, али је после 15 минута био замењен.
Почетком октобра 2018. године, Мавропанос се суочио са повредом препона и није играо до средине децембра. 15. јануара 2019. године, Мавропанос се вратио на терен након скоро четири месеца али није одмах убачен први тим Унаија Емерија. Мавропанос је играо 70 минута за победу од 5:1 над Манчестер Ситијем у тиму до 23 године. 3. фебруара 2019. Мавропанос је заменио Мустафија у утакмици против Манчестер Ситија где су били поражени 3:1. У последњој утакмици у првенству, играо је заједно са Мустафијем на центру терена али је после пола сата замењен због повреде у утакмици против Барнлија.

### Вест хем
Aвгуста 2023. Мавропанос je потписао петогодишњи уговор за енглеским клубом Вест Хем Јунајтедом. Трансфер је износио 25 милиона евра.  Од те суме Арсенал је добио 10% накнаде пошто је у уговору стајала та клаузула. Он је први грчки играч који је заиграо за Вест Хем. Дебитовао је за клуб 21. септембра у победи над ТСЦ из Бачке Тополе у Лиги Европе резултатом 3–1. Свој први гол за Вест Хем постигао је 28. децембра 2023. у победи од 2:0 у гостима против свог бившег клуба Арсенала.